# Abbeville-Saint-Lucien
Abbeville-Saint-Lucien ist eine französische Gemeinde mit 510 Einwohnern (Stand 1. Januar 2022) im Département Oise in der Region Hauts-de-France (zuvor Picardie). Die Gemeinde liegt im Arrondissement Clermont und ist Teil der Communauté de communes de l’Oise Picarde und des Kantons Saint-Just-en-Chaussée (zuvor Froissy).

## Geographie
Die Gemeinde liegt rund zwölf Kilometer nördlich von Beauvais und westlich der Autoroute A16.

## Einwohner
| 1962 | 1968 | 1975 | 1982 | 1990 | 1999 | 2006 | 2011 |
| ---- | ---- | ---- | ---- | ---- | ---- | ---- | ---- |
| 221  | 232  | 221  | 296  | 329  | 506  | 562  | 523  |

## Verwaltung
Bürgermeister (maire) ist seit 2008 Marc Desjardins.

## Sehenswürdigkeiten
- Kirche Saint-Laurent (siehe auch: Liste der Monuments historiques in Abbeville-Saint-Lucien)